# Phaeophilacris grassei
Phaeophilacris grassei är en insektsart som beskrevs av Lucien Chopard 1946. Phaeophilacris grassei ingår i släktet Phaeophilacris och familjen syrsor. Inga underarter finns listade i Catalogue of Life.